# 大阪ど根性物語 どえらい奴
『大阪ど根性物語 どえらい奴』（おおさかどこんじょうものがたりどえらいやつ）は、1965年公開の日本映画。東映京都撮影所製作、東映配給。藤田まこと主演、鈴木則文監督。併映は『天保遊侠伝 代官所破り』（大川橋蔵主演、山内鉄也監督）。　

## 概要
鈴木則文の監督デビュー作。長谷川幸延原作による『冠婚葬祭』の映画化で、大阪で霊柩車を発明した実在した男の一代記を描く。当初は渥美清主演・伊藤大輔脚本監督で、公開は1964年の正月を予定していたが、主演は藤田まことに、監督は鈴木則文に、鈴木と中島貞夫が共同で脚色に変更された。主演の藤田は当時『てなもんや三度笠』（朝日放送）の主演で人気絶頂だった。また東西の人気タレントが多数出演している。

## ストーリー
大正時代の大阪。大木勇造は父の死を切っ掛けとして葬儀屋「駕為」の許で働く。やがて第一次世界大戦が到来すると、世は不況の波に覆われる。勇造は自動車で運送屋を営む知り合いの繁盛ぶりからヒントを得て、それまでの奴道中式から霊柩車による葬儀の近代化を発案した。さっそく商売を始めるが、それまでの慣習を破ることは困難で、商売敵から悪質な妨害を受ける。

## キャスト
- 大木勇造：藤田まこと
- 花房為次郎：曽我廼家明蝶
- 花房美津：藤純子
- 蜂谷重平：長門裕之
- おうめ：浪花千栄子
- 市助：大村崑
- 青島：青島幸男
- 教師：谷啓
- 中田：犬塚弘
- 平助：汐路章
- 駕花：阿部九洲男
- 中政：谷晃
- おたか：岡島艶子
- 棺桶屋の親父：秋田Aスケ
- 男1：秋田Bスケ

## スタッフ
- 監督：鈴木則文
- 原作：長谷川幸延『冠婚葬祭』
- 脚色：中島貞夫・鈴木則文
- 企画：秋元隆夫・天尾完次
- 撮影：川崎新太郎
- 音楽：林光
- 美術：矢田精治

## 製作

### 企画
1964年2月、大川博東映社長（当時）の命で、岡田茂（のち、同社社長）が東映京都撮影所（以下、京撮）のリストラ対策として京撮所長に復帰。前任者の高橋勇が労働基準法など労働三法を全く知らず、組合に潰されたためで、岡田は時代劇製作を縮小させ（のちテレビに完全移行）、古手のスタッフを整理する荒治療に出て、任侠映画を主力路線とし、若手監督・脚本家を登用した。うち、前年の中島貞夫に続き、鈴木規文を監督デビューさせたのが本作となる。
鈴木は岡田が東映東京撮影所（以下、東撮）所長時代の1963年に岡田から声が掛かり、殿様が若侍の恋人を奪って側室にして、侍は殿様の寝室の見張り役を命ぜられ、殿様と恋人の閨房の声を聞かされるという倒錯した愛の話を書き、国弘威雄に脚本を頼んで岡田へ提出したが、『殉愛記』というタイトルを岡田に『暴君好色』と商売第一のタイトルに変更され、絶対条件だった佐久間良子が出演を拒み流れた。岡田は鈴木に「お前は悲劇が好きと言うとるけど、わしの見るところ喜劇のほうが向いとる」という"鶴の一声"を発し、この企画が本作に変更した。岡田は映画は喜劇が大事という考えを持ち、当時の東映には喜劇を撮れる監督がおらず、鈴木には喜劇をやらせようと考えていた。藤田まことは『てなもんや三度笠』の主演で当時人気絶頂だったが、この『てなもんや三度笠』は5回映画化されており、1963年の東映版は、俊藤浩滋が東映と関わる際に手土産として東映に持ち込んできたもので、『続てなもんや三度笠』の脚本を鈴木が書いた関係で本作をやろうと決まったという。

### キャスティング
藤純子は、鈴木が仲良しで監督になったら主演映画を作ると約束していた。鈴木は藤が留守でも藤の家へ遊びに来て藤の母親と飯を食っていたという。本作でも藤純子から始まり、藤の映画と呼んでもさしつかえない。谷啓は岡田が東撮で"喜劇路線"を敷くため東映に籍を置いていた。クレイジー組は鈴木が好きで「1日でもいいから来てくれ」と頼んだ。しかし植木等は無理だったという。　

## 東映喜劇路線
岡田茂といえば、エロと暴力のイメージが強く、喜劇のイメージは薄いが、実はずっと「喜劇を当ててみたい」と長く喜劇を仕掛けた人で、東映に於ける喜劇路線も岡田の発案を始まりとしている。岡田が"喜劇路線"を打ち出したのは"東映ギャング路線"と同時期の1962年。東撮の所長時代で、東映の社内報1962年10月号「ギャング路線を基調に多彩なラインアップの編成。東映現代劇の展望」で岡田は「私が来年中(1963年)にどうしても確立させたいと思っているのが喜劇の流れなんですよ。まあ、私に云わしたらね、現代劇の中でアクションものに次いでいわゆる安全企画であって、しかも儲かる企画というのは喜劇の流れなんだ。まだわが社にはこういった流れに応ずるスターとしては、中村嘉葎雄君、進藤英太郎さんというような人しかいませんが、私は渥美清をウチの傘下におさめたり、三木のり平を引っぱって来たりというふうに外部タレントの力を借りて、なんとしてでも来年はこの喜劇の流れを確保したいと思っているわけです。正月ものとして作っている『次郎長社長』（『次郎長社長と石松社員 安来ぶし道中』）も、今度は例のパンツ屋をやめて、会社を観光会社に切り替えてね。瀬川君の本もよくできておるし、私は非常に面白いものができると思ってるんですよ。この『次郎長社長シリーズ』を年間3本ぐらい、そのほか渥美清だとかが入る『すっぽん大将』、あるいは『加寿天羅甚佐』というような部類の作品を並べて行きたいと思っています。今、今井正の喜劇ものというわけで『赤い水』というのを是非やりたいと云って来ておりますが、これもまあ、ものが良ければ来年やりたいと思っているんですけど、いずれにしても喜劇の流れを来年の終わり頃には、なんとかしてね、ギャング映画の路線に次いだ流れ、セカンドラインとして確立させたい。私は東映の現代劇が、どこの現代劇と見比べても遜色ないというところまでに至る時期は、少なくともギャング映画の流れとこの喜劇の流れの二つを確立した時だ、これが確立されれば、ここもただ形の上だけじゃなく、本当に力のある現代劇のスタジオになると思っとるわけです」などと述べている。岡田が渥美清を東宝から引き抜くのはもう少し後だが、こんなに早い時期にもう渥美を買っていた。岡田は1964年2月に京撮所長復帰後も"任侠路線"を主力とした京撮の改革を進めながら"喜劇路線"も継続した。
1963年7月3日の『読売新聞』夕刊「路線もの映画 そのプラスとマイナス」という記事で岡田は「昨年5月の『ギャング対ギャング』に始まるギャング路線を皮切りに、歌謡路線、やくざ路線ときて、いまは戦記路線と名作路線の製作がピークにある。今後に予定される"新線"は喜劇路線で、渥美清主演の『おかしな奴』（三遊亭歌笑の一代記、沢島忠監督により、封切りは十月）、同じく渥美の『冠婚葬祭』（長谷川幸延原作、大阪の古い葬式屋の親子二代の物語り、伊藤大輔脚本・監督により封切りは来年正月）、藤田まこと主演の『赤いダイヤ』（梶山季之原作、現代版"大番"的な物語り、監督未定、封切りは来年二、三月ごろ）を作る予定。喜劇路線となると、他社の並行線も走っているので、涙と笑いのタッチをつけ、人間関係に深くメスを入れて東映喜劇路線を特色づける」などと述べている。
1965年4月30日の『読売新聞』夕刊「東映喜劇路線に本腰 人間味あふれた笑い 巨匠、新人監督で競い合う…」という記事では、岡田は「関西を舞台に、ローカル色濃厚な喜劇をどしどし作っていく。人間の性格の強烈なものだ。手持ちの喜劇俳優はそういないが、藤山寛美、藤田まこと、芦屋雁之助、蝶々、雄二らをどしどし使い、これに長門裕之君たちに加わってもらう。監督の方も、マキノ雅弘、沢島忠、中島貞夫、鈴木則文らの顔ぶれで喜劇のローテーションを組んでゆくつもり」と明確に"喜劇路線"を打ち出した。1965年4月10日に公開した『冷飯とおさんとちゃん』の興行成績が悪く、東映ラインアップから文芸作品を外す決断をした。岡田は「オーソドックスな時代劇もむろんやるが、二本立ての一本は喜劇がいい。いま20本くらいの企画が立っている。関西の喜劇人を集めて、蝶々雄二のテレビの人気番組の映画化、『夫婦善哉』（『蝶々雄二の夫婦善哉』）、藤山寛美主演で『チンドン屋太平記』『極道者』（いずれも映画化されたか不明）の製作を決めた」と話した。本作『大阪ど根性物語 どえらい奴』は、藤山寛美主演・マキノ雅弘監督による『色ごと師春団治』に次ぐ"喜劇路線"第二弾で、鈴木は「喜劇にはやはり破壊的なエネルギーがほしい。古い人情ものの要素の強い今度の作品の中に、なるたけ人間のエネルギーを盛り込みたいと思っています」と抱負を述べた。

## 評価
鈴木のデビュー作が喜劇になったのは象徴的である。お客をとことん楽しませる"東映の娯楽映画王"鈴木則文、その後のキャリアは既にデビュー作で決定されていたのである。鈴木自身「最後は『トラック野郎』まで来ちゃったんだよ。だから、岡田さんはやっぱり眼力があったんだろうね」と述べている。 